# Naturbahnrodel-Weltmeisterschaft 2001
Die 13. FIL Naturbahnrodel-Weltmeisterschaft 2001 fand vom 17. bis 21. Januar in Stein an der Enns in der Steiermark statt. Erstmals wurde neben den Einsitzerbewerben der Damen und der Herren sowie dem Doppelsitzerbewerb zusätzlich ein Mannschaftsbewerb ausgetragen. Sämtliche Medaillen gingen an Italien und Österreich, wobei Italien mit dreimal Gold die erfolgreichere Nation war.

## Einsitzer Herren
| Platz | Name                  | Zeit          |
| ----- | --------------------- | ------------- |
| 01    | Anton Blasbichler     | 3:47,54 min   |
| 02    | Ferdinand Hirzegger   | + 00,19 s     |
| 03    | Gerhard Pilz          | + 00,90 s     |
| 04    | Martin Gruber         | + 01,54 s     |
| 05    | Martin Psenner        | + 02,21 s     |
| 06    | Florian Breitenberger | + 02,48 s     |
| 07    | Gerald Kallan         | + 02,73 s     |
| 08    | Roland Kallan         | + 04,02 s     |
| 09    | Reinhard Gruber       | + 04,25 s     |
| 10    | Gernot Schwab         | + 04,38 s     |
| 11    | Daniele Pieiller      | + 04,39 s     |
| 12    | Christoph Wagner      | + 05,17 s     |
| 13    | Robert Batkowski      | + 07,63 s     |
| 14    | Gašper Benedik        | + 08,52 s     |
| 15    | Borut Fejfar          | + 10,24 s     |
| 16    | Borut Kralj           | + 10,31 s     |
| 17    | Grega Spendov         | + 10,34 s     |
| 18    | Tomi Ahonen           | + 13,44 s     |
| 19    | Knut Solheim          | + 13,70 s     |
| 20    | Marcus Grausam        | + 18,11 s     |
| 21    | Kristian Roel         | + 19,21 s     |
| 22    | John Gibson           | + 19,44 s     |
| 23    | Wolfgang Brettner     | + 21,22 s     |
| 24    | Edgars Musperts       | + 48,52 s     |
| 25    | Tomáš Papiorek        | + 48,84 s     |
| 26    | Emil Radew            | + 58,57 s     |
| 27    | Petr Pulcer           | + 1:09,55 min |
| 28    | Tom Power             | + 1:26,76 min |
| 29    | Nick Schellenberg     | + 1:53,73 min |
| --    | Michael Price         | DNS           |
| --    | Derek Goldthorpe      | DNS           |
| --    | Peter Talev           | DNS           |
| --    | Andrij Hitaylo        | DNS           |
| --    | Eddy Dunlop           | DNS           |
| --    | Michael Törnquist     | DNS           |
| --    | Alois Reichl          | DNS           |
| --    | Andrzej Laszczak      | DNS           |
| --    | Andrew Kolody         | DNS           |
| --    | Damian Waniczek       | DNS           |
| --    | Denis Alimow          | DNS           |
| --    | Biser Radew           | DNF           |
| --    | Joshua Reinaas        | DNF           |
| --    | Mikka Uotila          | DNF           |
| --    | Georg Maurer          | DNF           |
| --    | Roman Molwistow       | DNF           |
| --    | Patrick von Allmen    | DNF           |
| --    | Georgi Kiosew         | DNF           |
| --    | Nikifor Ganchew       | DNF           |
| --    | Jewhen Bilonenko      | DSQ           |

Im Einsitzer der Herren wurde der Italiener Anton Blasbichler, der auch im Mannschaftsbewerb gewann, Weltmeister. Schon bei den letzten drei Weltmeisterschaften erreichte Blasbichler die Medaillenränge. Diesmal konnte er mit klarer Bestzeit im dritten Wertungslauf den Wettbewerb für sich entscheiden. Silber ging an den Österreicher Ferdinand Hirzegger, der nach zwei Durchgängen noch in Führung lag. Für ihn war es die erste und einzige Medaille bei einer Weltmeisterschaft. Bronze gewann Gerhard Pilz aus Österreich, der von 1986 bis 1996 fünfmal hintereinander Weltmeister im Einsitzer geworden war. Der Titelverteidiger Gerald Kallan belegte Rang sieben.

## Einsitzer Damen
| Platz | Name                   | Zeit        |
| ----- | ---------------------- | ----------- |
| 01    | Sonja Steinacher       | 3:56,12 min |
| 02    | Renate Gietl           | + 00,74 s   |
| 03    | Sandra Mariner         | + 01,26 s   |
| 04    | Sandra Lanthaler       | + 01,47 s   |
| 05    | Ljubow Panjutina       | + 01,90 s   |
| 06    | Sabine Kogler          | + 02,49 s   |
| 07    | Jekaterina Lawrentjewa | + 03,16 s   |
| 08    | Sandra Schopf          | + 05,62 s   |
| 09    | Irene Mitterstieler    | + 06,34 s   |
| 10    | Michaela Maurer        | + 09,37 s   |
| 11    | Magdalena Hula         | + 09,54 s   |
| 12    | Julija Wetlowa         | + 09,80 s   |
| 13    | Ewelina Żurek          | + 11,88 s   |
| 14    | Ursina Schneider       | + 41,66 s   |
| --    | Polina Danilewskaja    | DNS         |
| --    | Kristine Pudogina      | DNF         |
| --    | Marlies Wagner         | DNF         |

Im Einsitzer der Damen siegte mit Bestzeiten im ersten und zweiten Wertungsdurchgang erstmals die Italienerin Sonja Steinacher, die 1998 und 2000 bereits unter die besten drei kam. Auf Platz zwei landete ihre Landsfrau Renate Gietl, die ihre erste WM-Medaille im Einsitzerbewerb holte. Bronze ging an die Österreicherin Sandra Mariner, die schon 1996 ebenfalls Dritte wurde. Die Titelverteidigerin Jekaterina Lawrentjewa erreichte nur Rang sieben.

## Doppelsitzer
| Platz | Name                               | Zeit        |
| ----- | ---------------------------------- | ----------- |
| 1     | Wolfgang Schopf – Andreas Schopf   | 2:44,97 min |
| 2     | Armin Mair – David Mair            | + 0,44 s    |
| 3     | Peter Lechner – Peter Braunegger   | + 1,30 s    |
| 4     | Andrzej Laszczak – Damian Waniczek | + 2,27 s    |
| 5     | Eddy Perrin – Emanuele Giannelli   | + 3,39 s    |
| 6     | Thomas Graf – Michael Graf         | + 3,56 s    |
| --    | Denis Alimow – Roman Molwistow     | DNS         |
| --    | Reinhard Beer – Herbert Kögl       | DNS         |

Mit Bestzeit im zweiten Wertungslauf wurden die Österreicher Wolfgang Schopf und Andreas Schopf zum ersten Mal Weltmeister im Doppelsitzer. Silber ging an die Titelverteidiger Armin Mair und David Mair aus Italien, die nach dem ersten Lauf führten. Die Bronzemedaille gewannen Peter Lechner und Peter Braunegger aus Österreich. Für sie war es neben Silber im Mannschaftswettbewerb ihre einzige Medaille bei Weltmeisterschaften.

## Mannschaftswettbewerb
| Platz | Name                                                                        | Punkte |
| ----- | --------------------------------------------------------------------------- | ------ |
| 1     | Italien ISonja Steinacher Anton Blasbichler Armin Mair – David Mair         | 86     |
| 2     | Österreich IIMarlies Wagner Gerhard Pilz Peter Lechner – Peter Braunegger   | 86     |
| 3     | Italien IIRenate Gietl Martin Gruber Thomas Graf – Michael Graf             | 83     |
| 4     | PolenMagdalena Hula Damian Waniczek Andrzej Laszczak – Damian Waniczek      | 78     |
| --    | Österreich ISandra Mariner Ferdinand Hirzegger Reinhard Beer – Herbert Kögl | DNF    |

Den erstmals bei Weltmeisterschaften ausgetragenen Mannschaftswettbewerb gewann das Team Italien I vor dem punktegleichen Team Österreich II, das aber eine schlechtere Gesamtlaufzeit hatte. Das Team Italien II holte Bronze, Platz vier ging an die Mannschaft aus Polen. Das Team Österreich I kam nach einem Ausfall des Doppelsitzers nicht in die Wertung.

## Medaillenspiegel
| Platz | Land       | Gold | Silber | Bronze | Gesamt |
| ----- | ---------- | ---- | ------ | ------ | ------ |
| 1.    | Italien    | 3    | 2      | 1      | 6      |
| 2.    | Österreich | 1    | 2      | 3      | 6      |